# Кардиоспермум
Кардиоспе́рмум (лат. Cardiospérmum) — род двудольных цветковых растений, включённый в семейство Сапиндовые (Sapindaceae).

## Название
Название Cardiospermum было впервые употреблено по отношению к этому растению Карлом Линнеем в 1737 году в книге Genera plantarum. Происходит от греческих слов καρδιά-сердце и σπέρματος-семя. Из-за белого изображения  в виде сердца на семечках растения. 

## Ботаническое описание
Представители рода — деревянистые или травянистые лианы или небольшие полукустарники.
Листья сложные, дважды или трижды трёхдольчатые, с короткими прилистниками, листочки с сильно крупнозубчатым краем.
Цветки зигоморфные, собраны в метёлки из кистей в пазухах верхних листьев. Чашечка разделённая на 4—5 чашелистиков, из которых два внешних иногда срастаются. Венчик четырёхлепестковый, опушённый, белого или сиреневого цвета. Тычинки в мужских цветках в числе 8, в женских цветках без пыльников. Пестик с трёхдольчатым рыльцем. Завязь угловатая, трёхгнёздная, в каждом гнезде по 1 семяпочке.
Плод — плёнчатая трёхдольная коробочка. Семена почти шаровидные, черноватые.
Число хромосом 2n = 20 или 22.

## Ареал
Большинство видов рода распространено в тропиках и субтропиках Америки, один вид произрастает в Африке. Типовой вид имеет обширный ареал в Америке, Африке и Азии.

## Таксономия
|  |                                      |  |                                                         |                                                         |                      |  | ещё 8 семейств (согласно Системе APG III) |                     |                     |                |
|  |                                      |  |                                                         |                                                         |                      |  |                                           |                     |                     | около 14 видов |
|  |                                      |  |                                                         | порядок Сапиндоцветные                                  |                      |  |                                           |                     | род Кардиоспермум   |                |
|  |                                      |  |                                                         | порядок Сапиндоцветные                                  |                      |  |                                           |                     | род Кардиоспермум   |                |
|  | отдел Цветковые, или Покрытосеменные |  |                                                         |                                                         | семейство Сапиндовые |  |                                           |                     |                     |                |
|  | отдел Цветковые, или Покрытосеменные |  |                                                         |                                                         |                      |  |                                           |                     |                     |                |
|  |                                      |  | ещё 58 порядков цветковых растений (по Системе APG III) | ещё 58 порядков цветковых растений (по Системе APG III) |                      |  |                                           | ещё около 150 родов | ещё около 150 родов |                |
|  |                                      |  |                                                         | ещё 58 порядков цветковых растений (по Системе APG III) |                      |  |                                           |                     | ещё около 150 родов |                |

### Синонимы
- Corindum [Tourn.] Mill., 1754

### Виды
- Cardiospermum anomalum Cambess., 1828
- Cardiospermum corindum L., 1753

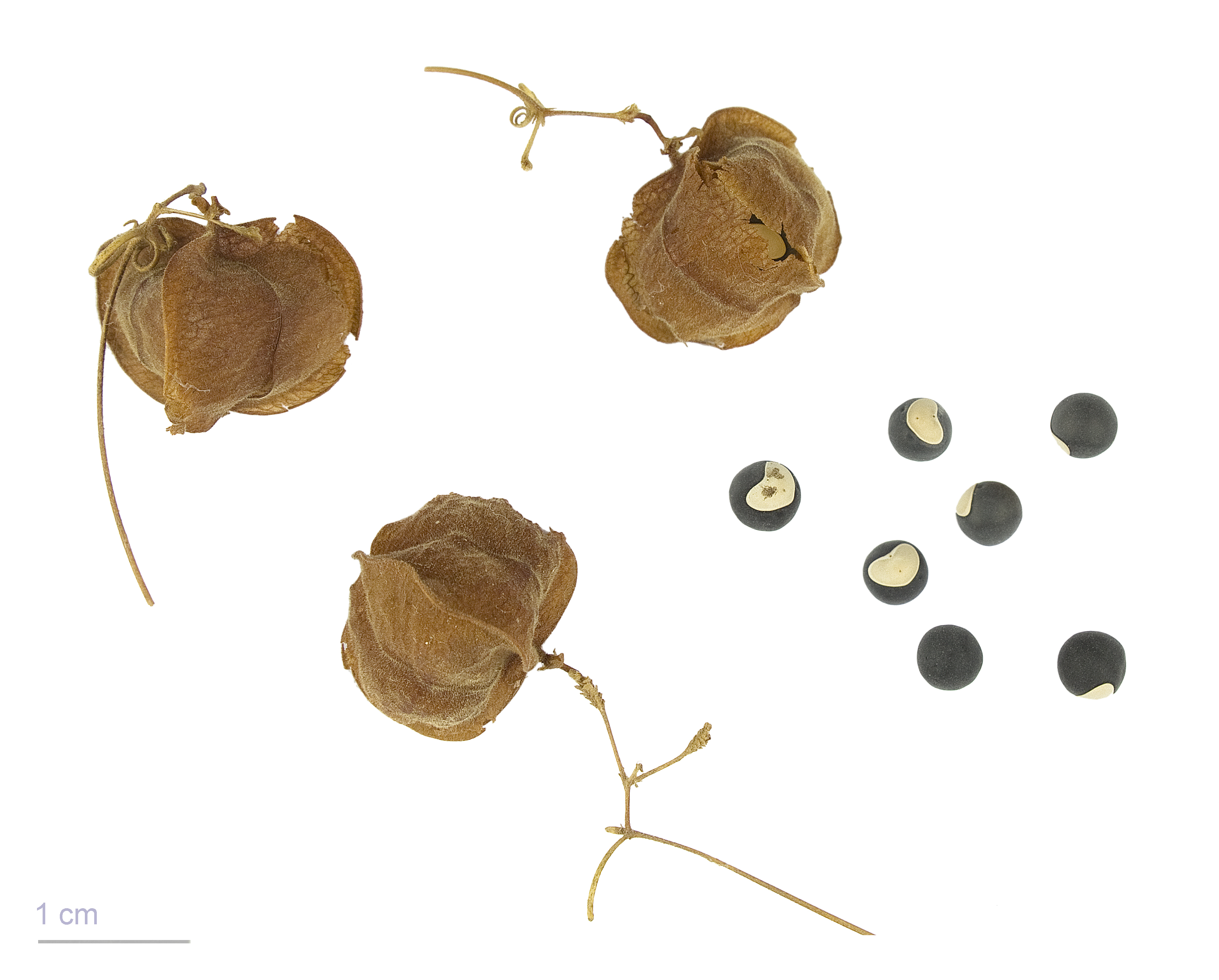
Плоды и семена Халикакаб|халикакаба (Cardiospermum halicacabum). Тулузский музей

- Cardiospermum cuchujaquense Ferrucci & Acev.-Rodr., 1998
- Cardiospermum dissectum (S.Watson) Radlk., 1895
- Cardiospermum grandiflorum Sw., 1788 — Кардиоспермум крупноцветковый
- Cardiospermum halicacabum L., 1753 — Халикакаб, или Кардиоспермум халикакабовый, или Кардиоспермум халикакабский
- Cardiospermum heringeri Ferrucci, 1993
- Cardiospermum integerrimum Radlk., 1878
- Cardiospermum microcarpum Kunth, 1821
- Cardiospermum oliveirae Ferrucci, 1985
- Cardiospermum procumbens Radlk., 1878
- Cardiospermum pterocarpum Radlk., 1903
- Cardiospermum pygmaeum Radlk., 1921
- Cardiospermum spinosum Radlk., 1895
- Cardiospermum strictum Radlk., 1878
- Cardiospermum tortuosum Benth., 1844
- Cardiospermum urvilleoides (Radlk.) Ferrucci, 1993